# A Shadow of the Past
«A Shadow of the Past» (en español: «Una sombra del pasado») es el primer episodio de la primera temporada y el estreno de la serie de televisión de fantasía estadounidense El Señor de los Anillos: los Anillos de Poder. La serie se basa en la historia de la Tierra Media de J. R. R. Tolkien, principalmente en material de los apéndices de la novela El Señor de los Anillos (1954–55). El episodio está ambientado miles de años antes de la novela, durante la Segunda Edad de la Tierra Media. Mientras que J. D. Payne y Patrick McKay lo escribieron, J. A. Bayona se encargó de la dirección.
Amazon encargó la serie en noviembre de 2017 y, en julio de 2018, confió su desarrollo a Payne y McKay. Un año más tarde, Bayona se incorporó al proyecto para dirigir los dos primeros episodios. El primer capítulo presenta algunas de las culturas y personajes clave de la serie, incluyendo a los Elfos y los Pelosos. Estos últimos son los antepasados de la popular raza de los Hobbits de las novelas El Hobbit (1937) y El Señor de los Anillos. Cada cultura se definió mediante sus diseños y su música,  elementos que comenzaron a materializarse cuando el rodaje de la primera temporada inició en Nueva Zelanda en febrero de 2020. La producción se suspendió en marzo por la pandemia de COVID-19 y se reanudó en septiembre y la filmación de los dos primeros episodios concluyó a finales de diciembre.
«Una sombra del pasado» se estrenó en el servicio de streaming Amazon Prime Video el 1 de septiembre de 2022, junto con el segundo episodio, y logró la mayor cantidad de espectadores para un lanzamiento de la plataforma en sus primeras 24 horas. La crítica recibió el capítulo de forma generalmente positiva, con elogios a su calidad visual y al valor de producción, aunque algunos reseñistas cuestionaron si la narrativa y el ritmo lento justificaban ese despliegue. El episodio obtuvo varias nominaciones, entre ellas una a los Premios Primetime Creative Arts Emmy por su diseño de vestuario. 

## Trama
Cuando los dos árboles que iluminaban el mundo fueron destruidos por el Señor Oscuro Morgoth, los Elfos navegaron desde su hogar en Valinor hasta la Tierra Media y libraron una guerra de siglos contra él. Después de que Morgoth fuera derrotado, su sirviente Sauron ocupó su lugar. El hermano de Galadriel, Finrod, murió mientras cazaba a Sauron, y ella juró continuar la búsqueda. Miles de años después, Galadriel y una compañía de Elfos descubren una fortaleza abandonada en los páramos norteños de Forodwaith. Son atacados por un Trol de las nieves y sufren heridas antes de que Galadriel lo mate. Ella desea continuar la búsqueda hacia el norte, pero los demás se niegan y regresa a regañadientes a Lindon, la capital élfica.
Una comunidad de Pelosos nómadas —seres pequeños y reservados— que vive en las tierras salvajes de Rhovanion se sorprende al ver a cazadores humanos pasar cerca en una época del año poco común. El anciano peloso Sadoc Burrows también cree que las estrellas están apareciendo cuando no deberían y se pregunta si están observando cómo algo se desarrolla en la Tierra Media. En Lindon, el Alto Rey Gil-galad proclama el fin de la guerra y le concede a la compañía de Galadriel el honor de regresar a Valinor, donde podrán vivir en paz eterna. Galadriel tiene la intención de rechazar esta oferta, pero su amigo Elrond la convence de que es hora de dejar de luchar. Gil-galad le confiesa a Elrond que ha previsto que la búsqueda de Sauron por parte de Galadriel podría, en realidad, ayudar a que este último perdure. El rey le presenta a Elrond a Celebrimbor, un gran herrero elfo, quien está comenzando un proyecto importante en el que desea que Elrond colabore.
La noticia de que la guerra ha terminado llega a un grupo de Elfos en las Tierras del Sur de la Tierra Media, quienes han estado vigilando Tirharad, una aldea de Hombres descendientes de los aliados de Morgoth. Uno de ellos, Arondir, se ha vuelto cercano a la sanadora humana Bronwyn y está con ella cuando un aldeano llega con una vaca enferma. El animal se había desviado hacia la aldea cercana de Hordern y, cuando Arondir y Bronwyn investigan el pueblo, lo encuentran en llamas. Mientras tanto, el hijo de Bronwyn, Theo, encuentra una espada rota que lleva la marca de Sauron.
Al otro lado de los Mares Separadores, Galadriel y su compañía se preparan para entrar en Valinor. Ella duda sobre abandonar su búsqueda de Sauron y salta del barco. Al mismo tiempo, diferentes grupos a lo largo de la Tierra Media observan un meteorito surcar el cielo. Este se estrella cerca del campamento de los Pelosos, y la joven pelosa Nori Brandipié encuentra a un hombre extraño en el cráter.

## Producción

### Desarrollo
En noviembre de 2017, Amazon adquirió los derechos televisivos de El Señor de los Anillos (1954–55) de J. R. R. Tolkien, y poco después, su servicio de streaming, Prime Video, encargó una serie basada en la novela y sus apéndices, que sería producida por Amazon Studios en asociación con New Line Cinema. El proyecto recibió más tarde el titulo de El Señor de los Anillos: los Anillos de Poder. En julio de 2018, la compañía designó a J. D. Payne y Patrick McKay como desarrollaodres y showrunners, y un año después incorporó a J. A. Bayona para dirigir los dos primeros episodios. Aunque inicialmente se pensó como una continuación de las trilogías cinematográficas de Peter Jackson, un acuerdo con el Tolkien Estate les exigía mantenerla distinta de las películas. Sin embargo, los showrunners buscaron que la serie fuera visualmente consistente con ellas. En septiembre de 2019, la compañía anunció que la primera temporada se filmaría en Nueva Zelanda, el mismo lugar donde Jackson rodó sus adaptaciones.
La serie se sitúa en la Segunda Edad de la Tierra Media, miles de años antes de El Hobbit (1937) y El Señor de los Anillos. Como Amazon no adquirió los derechos de otras obras de Tolkien que exploran sobre todo la Primera y la Segunda Edad, los guionistas recurrieron a las referencias dispersas sobre este período en las novelas mencionadas y sus apéndices para construir una historia que uniera esos pasajes. La primera temporada se centra en presentar el escenario y los principales personajes heroicos a la audiencia. En febrero de 2022, Bayona reveló que el primer episodio se titula «A Shadow of the Past» (en español «Una sombra del pasado»), lo cual es una alusión al segundo capítulo de El Señor de los Anillos, «La sombra del pasado». McKay dijo que la primera temporada estuvo influenciada por un diálogo de ese capítulo, que él parafraseó como: «Después de una derrota y un respiro, una sombra crece de nuevo en una nueva forma».

### Guion
Los showrunners decidieron comenzar la serie con una secuencia de flashback «íntima» que muestra a una joven Galadriel y a su hermano Finrod hablando bajo un árbol. McKay dijo que esta fue una decisión consciente para subvertir las expectativas de la «vasta e increíble épica» que sentían que el público estaría esperando. El episodio luego ofrece un resumen de la Primera Edad. Esto fue difícil de armar para los showrunners porque había muchos eventos que querían incluir como fans de Tolkien, pero pensaron que las menciones a cualquier cosa específica confundirían a los miembros del público no familiarizados con la obra. En su lugar, optaron por contar un resumen de muy alto nivel, utilizando términos mitológicos generales que consideraron accesibles para todo el público: había un «gran enemigo», Morgoth, cuyas acciones desencadenaron una guerra. Esta secuencia pasó por cientos de borradores a lo largo de la preproducción, el rodaje y la posproducción, y fue la que tuvo más versiones de toda la primera temporada. La versión final se decidió solo unos días antes de que se completara el episodio. Los showrunners no querían cambiar nada del lore establecido y esperaban que su resumen permitiera a los fans de Tolkien llenar los vacíos con su propio conocimiento. También esperaban que los nuevos fans que se sintieran intrigados por la secuencia leyeran El Silmarillion (1977) de Tolkien para aprender más sobre la Primera Edad.: 22:38–27:01 
Después del prólogo, el episodio presenta a una Galadriel mayor, aunque todavía mucho más joven de lo que es en El Señor de los Anillos. Para abordar a un personaje joven que en realidad tiene siglos de edad, la actriz Morfydd Clark sintió que la ingenuidad en los Elfos se manifestaría como arrogancia. Dijo que había una «inocencia en la arrogancia [de Galadriel]», lo cual basó en una cita del personaje sobre «cómo al ganar sabiduría, hay una pérdida de inocencia». La caracterización de Galadriel en la serie difiere de la de la «estadista veterana» que se retrata en El Señor de los Anillos, lo que permite a la serie mostrar su viaje para convertirse en esa versión del personaje. Los guionistas se inspiraron en la descripción que hace Tolkien de una Galadriel más joven como una fuerte guerrera de «disposición amazónica». Otra diferencia clave es que ella aún no tiene un Anillo de Poder, lo que tendrá un gran impacto en su historia más adelante. Clark explicó que los Elfos de la Segunda Edad sienten el peso de sus acciones durante la Primera, y que Galadriel siente el peso de haber perdido a sus tres hermanos durante la guerra. Afirmó que el personaje se siente solo y agotado como la única superviviente de su familia. El episodio destaca su relación con Finrod, de quien Clark dijo que era un favorito particular entre los fans de Tolkien. Tras la muerte de Finrod, esta relación se simboliza en el hecho de que ella toma la daga de él y jura continuar su búsqueda del Señor Oscuro Sauron.: 3:01–20:13 
El episodio termina con una decisión clave para Galadriel, en la que elige cazar a Sauron en la Tierra Media en lugar de entrar en la tierra de Valinor para vivir en paz eterna. Tolkien no explicó en sus escritos por qué Galadriel decidió permanecer en la Tierra Media, aunque consideró varias razones, como su orgullo, la elección de quedarse con su esposo Celeborn o el hecho de que se le hubiera prohibido la entrada a Valinor por un motivo desconocido. Esto les dio a los guionistas la libertad de crear su propia razón, que es la decisión de Galadriel de continuar la caza de Sauron iniciada por Finrod. La actriz Morfydd Clark dijo que Galadriel tiene un sentimiento de hiraeth, una palabra galesa que significa «un anhelo y una nostalgia», al querer terminar «lo que estaba destinada a hacer».
Payne y McKay sintieron que era esencial establecer en el primer episodio relaciones en las que el público pudiera involucrarse, como la historia de amor al estilo de Romeo y Julieta entre el Elfo Arondir y la humana Bronwyn, la amistad llena de travesuras entre las jóvenes pelosas Nori Brandipié y Poppy Fierabrás, y la respetuosa relación entre Galadriel y Elrond. McKay describió a estos dos últimos como «casi iguales, pero no del todo».: 1:13–1:57  Clark dijo que a Galadriel le fascinaba Elrond porque él también es un forastero, al ser un medio elfo que eligió la inmortalidad en lugar de ser un elfo completo de nacimiento. Sintió que Elrond, mucho más joven que ella, apenas está encontrando su lugar y se está convirtiendo en un digno contrapunto para su personaje.: 3:01–20:13  La presentación de Elrond sentado en un árbol se inspiró en la película El joven Lincoln (1939).: 41:34–43:00 
Cada grupo de personajes de la serie es presentado en «un momento de enormes cambios en sus mundos», lo que los showrunners esperaban que ayudara a hacer la serie más dramática. Esto incluye a los Pelosos, quienes son representados como los precursores de la popular raza de los Hobbits de las novelas El Hobbit y El Señor de los Anillos. Se los incluyó porque los showrunners sintieron que la serie no se sentiría verdaderamente como la Tierra Media para el público sin Hobbits o personajes que fueran «satisfactoriamente cercanos a ellos». El episodio termina con un ser misterioso que aterriza «literalmente en su patio trasero», lo que, según la productora ejecutiva Lindsey Weber, fue una de las ideas fundacionales de la serie. Un hombre misterioso, conocido como «El Extraño», se estrella en un meteorito. Los showrunners sintieron que este era un evento lo suficientemente trascendental como para unir las diferentes tramas, a pesar de que los personajes principales estaban dispersos por distintas zonas de la Tierra Media.: 22:38–27:01  La secuencia los une al hacer que todos observen el meteorito desde sus propias ubicaciones. En ella, también se pueden ver los Ents de Tolkien, con su apariencia de árbol.

### Reparto
El reparto de la temporada incluye a Robert Aramayo como Elrond, Nazanin Boniadi como Bronwyn, Morfydd Clark como Galadriel, Ismael Cruz Córdova como Arondir, Charles Edwards como Celebrimbor, Lenny Henry como Sadoc Burrows, Markella Kavenagh como Leonor «Nori» Brandipié, Tyroe Muhafidin como Theo, Megan Richards como Poppy Fierabrás, Dylan Smith como Largo Brandipié, Benjamin Walker como Gil-galad, Daniel Weyman como el Extraño y Sara Zwangobani como Marigold Brandipié. También actúan en el episodio Amelie Child-Villiers como la joven Galadriel, Will Fletcher como Finrod, Fabian McCallum como Thondir, Kip Chapman como Rían, Thusitha Jayasundera como Malva, Maxine Cunliffe como Vilma, Beau Cassidy como Dilly Brandipié, Geoff Morrell como Waldreg, Peter Tait como Tredwill, Ian Blackburn como Rowan, Augustus Prew como Médhor y Simon Merrells como Revion. Sophia Nomvete, quien interpreta a la princesa enana Disa en la serie, dio a luz durante el proceso de casting. Su hija recién nacida hace un cameo no acreditado en este episodio como una joven pelosa.: 5:43–26:33 

### Diseño
Los showrunners contrataron a Rick Heinrichs como diseñador de producción para la serie en julio de 2019, antes de que J. A. Bayona se uniera al proyecto. A finales de agosto, contrataron a Ramsey Avery para reemplazarlo. Avery dijo que lo buscaron porque la mayor parte de lo que se había hecho inicialmente «no estaba funcionando», y tuvo que «empezar de cero» y trabajar rápidamente para estar listo para el rodaje.: 11:58–19:33  A Heinrichs se le acredita como diseñador de producción en los dos primeros episodios junto a Avery. Una de las «guías» iniciales que los showrunners le dieron a Avery fue asegurarse de que el público pudiera identificar fácilmente las diferentes culturas de la Tierra Media. La diseñadora de vestuario Kate Hawley había creado paneles de tendencias (mood boards) que establecían un lenguaje de diseño para cada cultura, y Avery agradeció poder usarlos como punto de partida.: 20:33–33:08  Se montó una «sala de guerra» donde se definió el lenguaje visual para cada pueblo. La entrenadora de dialectos Leith McPherson, quien también trabajó en las películas de El Hobbit, estableció diferentes acentos para cada cultura, incluyendo inglés estándar para los Elfos, inglés del norte para los Sureños e irlandés para los Pelosos.: 46  Daniel Reeve, responsable de la caligrafía y los mapas en las películas, regresó para hacer lo mismo en la serie y también para inventar nuevos sistemas de escritura.
Inicialmente, Bayona supervisó el trabajo de diseño desde su casa en Barcelona, de septiembre a octubre de 2019. Pidió al menos una pieza de arte conceptual para cada escena de sus episodios, sumando un total de unas 150 obras, lo que Avery describió como una «cantidad tremenda» de producir, pero que creó una base para toda la serie. Se priorizaron los diseños para el primer episodio para asegurar que estuvieran listos para el rodaje. Avery supervisó a los artistas conceptuales mientras también comenzaba a trabajar en los decorados iniciales. La directora de arte supervisora de Nueva Zelanda, Jules Cook, se centró en los sets de las Tierras del Sur y de los Pelosos, mientras que trajeron a otro director de arte supervisor, Don Macauley, para trabajar con la directora de arte neozelandesa Jill Cormack en los decorados élficos. El páramo norteño de Forodwaith fue otro de los entornos a los que se les dio prioridad. La producción dispuso de siete platós y múltiples espacios de rodaje exteriores en varios estudios de Auckland; uno de ellos es un antiguo centro ecuestre donde podían cavar en el suelo de tierra. Wētā Workshop creó la utilería, las armas y las prótesis para la temporada.: 29 

#### Elfos

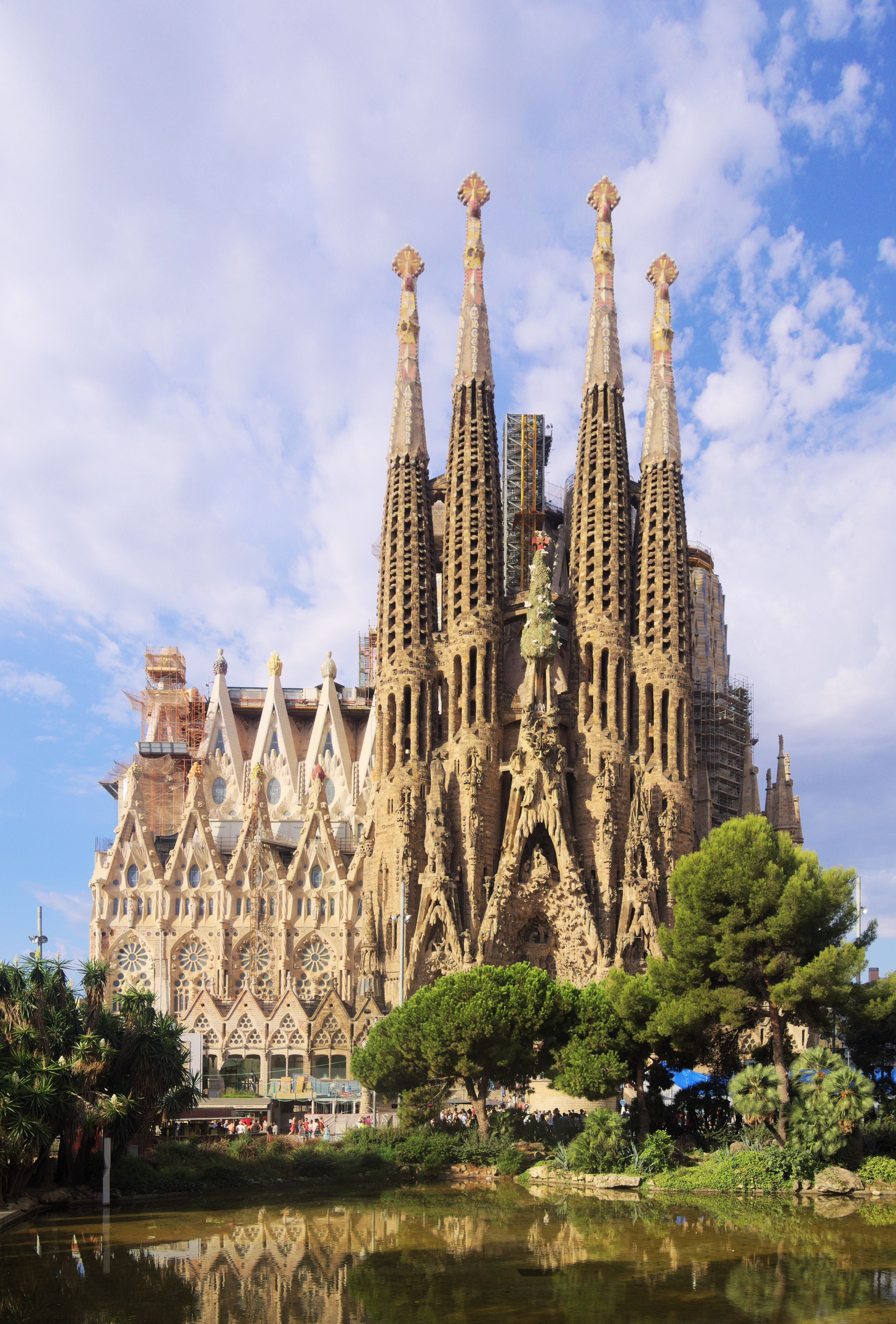
El director J. A. Bayona se inspiró para la arquitectura del Lindon de la capital élfica en las obras de Antoni Gaudí, como la iglesia Sagrada Família (foto).

Las estrellas, las perlas y otras joyas se convirtieron en símbolos clave para los Elfos, basándose en los escritos de Tolkien. El diseñador de producción Ramsey Avery examinó fotografías de plantas en primer plano para incluirlas en la arquitectura élfica y estudió el arte celta primitivo y la cultura de La Tène para encontrar formas de hacer que esta cultura se sintiera antigua. Se utilizaron líneas verticales para mostrar a los Elfos «alcanzando las estrellas», incluyendo torres abiertas. Avery diferenció Lindon, la capital élfica, del oscuro reino boscoso de Lothlórien de las películas, utilizando abedules y álamos dorados. El diseñador se inspiró en una imagen que Kate Hawley incluyó en su panel de inspiración, la cual mostraba un sendero a través de un bosque de álamos dorados. Sintió que esto parecía tanto naturaleza como arquitectura, y desarrolló una serie de ilustraciones con el artista Roberto Fernández Castro que guiaron el diseño de Lindon. El director J. A. Bayona quería que pareciera un bosque con forma de catedral y se inspiró en las obras del arquitecto Antoni Gaudí, como la iglesia de la Sagrada Familia en Barcelona. La producción no tuvo acceso a ningún bosque natural que pudiera representar Lindon, así que se construyeron decorados en un plató con 125 álamos artificiales. Estos se montaron sobre plataformas que se podían reorganizar para representar diferentes áreas de la capital. El Gran Árbol de Lindon era una gran escultura adornada con 14 700 hojas hechas a mano. Para mostrar que los Elfos no están simplemente «holgazaneando», el equipo de diseño creó un tapiz sobre Valinor que se pudiera ver siendo tejido en el fondo de las escenas. Esta idea surgió tarde y no fue posible tejer a mano el tapiz de 2.2 m² a tiempo, por lo que fue creado a máquina por un tejedor en Francia. La Sala de los Árboles Conmemorativos fue el único decorado que se creó por separado del plató principal. El ilustrador John Howe, uno de los principales diseñadores conceptuales de las trilogías cinematográficas, diseñó doce esculturas para este set que representan a diferentes Elfos de la historia de Tolkien, incluyendo a Finrod y a Lúthien. Una de las tallas se basa en la apariencia del showrunner J. D. Payne.: 22:38–27:01  El barco que los Elfos toman hacia las Tierras Imperecederas es un barco-cisne élfico de los escritos de Tolkien. Avery dijo que los intentos iniciales de diseñar un barco con forma de cisne parecían más adecuados para «una tarde en el parque». Esto se solucionó formando la figura del cisne con enredaderas.: 18 
La diseñadora Kate Hawley diferenció los atuendos de los Elfos Silvanos (Elfos de los Bosques) como Arondir, a quienes veía como un reflejo de la hierba, las colinas y los árboles, de los de los Noldor (Altos Elfos), que reflejan la luz, el oro y el agua. Arondir lleva una coraza de madera con un gran rostro tallado en ella, inspirada en una ilustración de Elfos de Alan Lee. El rostro se basa en el motivo arquitectónico del Hombre Verde, pero en la serie su intención es representar la cara de un Ent. El arte de William Morris fue otra inspiración para la armadura.: 50  Las armas élficas también se diferenciaron entre las de los Altos Elfos, que son maestros herreros, y las de los Elfos de los Bosques. Las espadas de Arondir se diseñaron para que pareciera que un árbol había crecido alrededor de la hoja y que esa rama se había cosechado sin dañar al árbol; luego, la hoja y la empuñadura de madera se refinaban juntas. Hawley consideró, basándose en la descripción de Tolkien, que Galadriel y sus compañeros al inicio del episodio probablemente llevarían cota de malla. El equipo de diseño generalmente evitaba este material debido a las dificultades de producirlo en grandes cantidades para un calendario de televisión, pero Hawley aprovechó la oportunidad en esta secuencia, ya que Galadriel formaba parte de una compañía pequeña. Se tardó seis meses en crear la cota de malla para todos los miembros, para lo cual se inspiraron en representaciones de los caballeros artúricos y en una escultura prerrafaelita específica. Una vez completada, se quitaron algunos eslabones para que pareciera más un encaje. Debido a que Tolkien describió a los héroes élficos en El Silmarillion como «cubiertos del polvo de los diamantes» y reflejando la nieve y el hielo circundantes, Hawley añadió cientos de piedras de fantasía a la armadura para que pudiera reflejar la luz. Se le añadió desgaste para mostrar que la compañía la había estado usando durante siglos. La daga de Galadriel, heredada de Finrod, tiene un diseño de hoja de estilete que representa un haz de luz. Su empuñadura está decorada con representaciones de los Dos Árboles de Valinor y fue creada utilizando impresoras 3D y la superaleación Inconel.: 17 

#### Sureños
El decorado de la aldea de Tirharad se construyó en una granja cerca de Auckland, y la casa de Bronwyn se edificó en una colina con vistas al pueblo. El diseñador Ramsey Avery dijo que los Sureños eran un pueblo oprimido y la más baja de las castas humanas. Describió su arquitectura como algo que «se funde con el paisaje». Sus edificios tienen techos de paja hechos con los pastos de los alrededores, lo que los integra aún más en el entorno.: 10:38–12:13  El paisaje de un verde brillante se alteró digitalmente para que pareciera más gris y marrón, con el fin de reflejar las difíciles condiciones de vida de este pueblo.: 44  El equipo de maquillaje creó la apariencia de trastornos cutáneos, costras y psoriasis en los actores para mostrar su falta de vitaminas.: 32  Los Sureños usan runas básicas para escribir, las cuales el calígrafo Daniel Reeve desarrolló para que pudieran escribirse en cursiva en las notas de la botica de Bronwyn. El decorado de la torre de Ostirith se construyó en un lote de filmación exterior en Kelly Park, con una altura de hasta 12 metros; el resto de la estructura se creó con efectos visuales y se ubicó digitalmente junto al lago Quill en el Parque Nacional de Fiordland. La empuñadura rota que Theo encuentra se diseñó originalmente para parecerse más a una espada tradicional, pero Avery quería que tuviera un diseño único. El aspecto final se describió como «oscuro y retorcido». Está cubierta de púas y espinas diseñadas para extraer la sangre de la persona que la sostiene y canalizarla por la empuñadura. El pomo con púas refleja el diseño del casco de Sauron. La hoja rota está pensada para parecer de ónix y presenta un símbolo grabado que es una versión temprana de la marca del «Ojo de Sauron», la cual se usará durante los siglos siguientes.: 17 

#### Pelosos
El director J. A. Bayona se inspiró en las comunidades de viajeros para los Pelosos. Se sabe que los Hobbits son buenos para camuflarse en la naturaleza durante la Tercera Edad, lo que inspiró la idea de que la ropa y los carros de sus antepasados pudieran mimetizarse con el entorno mientras migraban. Los elementos se hicieron a mano con técnicas que los propios Pelosos usarían, como teñir telas con tintes vegetales, manchas de bayas y hollín, o tejer los toldos de sus carros con ramas. Para esto último, contrataron al tejedor de sauces neozelandés Mike Lilian. Cada carro fue diseñado para ser único para su familia y se construyó de manera que los actores pudieran moverlos realmente.: 16:40–20:00  El diseñador Ramsey Avery quería que las grandes ruedas de los carros recordaran a los espectadores las puertas redondas de los Hobbits que se ven en las películas. El mobiliario se diseñó para que fuera plegable y así pudiera caber dentro de los carros. La producción pasó varios días planificando la secuencia de introducción de los Pelosos, para lo cual camuflaron los cerca de 20 carros diferentes y luego coreografiaron cómo se revelarían.: 20:21–22:37 
Los atuendos de los Pelosos incluyen accesorios como camuflaje, como bayas, bellotas y hojas. Estos se hicieron más grandes de lo normal para que parecieran del tamaño correcto en los personajes, quienes se supone que son mucho más pequeños que los humanos. El equipo de utilería hizo 10 000 moras de goma a gran escala para que los niños pelosos comieran en el episodio. Las prótesis para sus pies grandes y peludos tienen el mismo diseño que las que se usaron para los Hobbits en las películas, pero la tecnología moderna permitió que las nuevas versiones fueran más resistentes y tuvieran dedos móviles. La creación de cada pie tomó tres semanas y podían usarse varias veces.: 29  El equipo de peluquería y maquillaje se inspiró en animales y creó las pelucas con mohair. Para los libros de los Pelosos, que registran mapas estelares y su conocimiento, el calígrafo Daniel Reeve escribió inicialmente en inglés con una caligrafía de «aspecto peloso». Avery decidió que esto era inapropiado para la Segunda Edad y que el texto necesitaba ser más primitivo. Le dio a Reeve ejemplos de pictografías tempranas como inspiración, y este desarrolló una nueva escritura utilizando imágenes simples que los Pelosos pudieran usar para representar el mundo natural, registrar cosas y representar sonidos fonéticos. Estas imágenes también se tallaron en los carros y el mobiliario.: 16:40–20:00 

### Rodaje
El rodaje comenzó a principios de febrero de 2020, bajo el título provisional de Untitled Amazon Project o simplemente UAP. Óscar Faura fue el director de fotografía de los dos primeros episodios, retomando su colaboración con el director J. A. Bayona tras las películas anteriores de este. El rodaje en exteriores tuvo lugar en los alrededores de Auckland en febrero. Se esperaba que la filmación de los dos primeros capítulos continuara hasta mayo, pero se suspendió a mediados de marzo debido a la pandemia de COVID-19. Según se informa, para entonces ya se había completado la mayor parte del rodaje. Se permitió reanudarlo a principios de mayo bajo las nuevas directrices de seguridad del gobierno de Nueva Zelanda, pero la producción decidió pasar directamente a la pausa prolongada que se había planeado para después de completar los dos primeros episodios. El rodaje se reanudó el 28 de septiembre y Bayona concluyó sus capítulos el 23 de diciembre. El director sintió que estaba haciendo un largometraje en lugar de dos episodios de televisión. Originalmente, se suponía que estaría en Nueva Zelanda durante nueve meses para el proyecto, pero debido a la pandemia, terminó viviendo allí durante un año y medio.
Vic Armstrong fue el coordinador de dobles y director de la segunda unidad. Para Bayona era importante que la secuencia de lucha con el Trol de las nieves contara con la actriz Morfydd Clark haciendo sus propias acrobacias, lo que, según ella, fue más fácil que otras escenas porque luchaba contra una criatura que no existía. Describió el estilo de lucha de Galadriel como más «peleón» que el de los otros Elfos, lo que indica que el personaje está perdiendo la «elegancia y majestuosidad» de su raza. Para el momento en que salta desde una espada para matar al Trol, Clark estaba en un sistema de cables contrapesado por un miembro del equipo de dobles; este último saltaba de una escalera para hacer que la actriz subiera más alto y llegara más lejos de lo que podría por sí misma.: 3:01–20:13  Bayona se inspiró para la secuencia en la que los Elfos escalan una cascada helada en la película La Misión (1986), en la que Armstrong había trabajado. Una parte de la cascada se creó de forma práctica con cera y resina. El barco de origami que la joven Galadriel hace durante el flashback inicial fue creado y filmado de verdad por el equipo de efectos prácticos. El cráter del meteorito al final del episodio se hizo para que pareciera un ojo, un símbolo que se asocia con Sauron, con el fin de plantear un misterio para la temporada: ¿es el Desconocido Sauron, está relacionado con él o se opone a él?: 22:38–27:01 

### Efectos visuales
Industrial Light & Magic (ILM), Wētā FX, Method Studios, Rodeo FX, Cause and FX, Atomic Arts y Cantina Creative crearon los efectos visuales del episodio. El supervisor de efectos visuales Jason Smith supervisó a las diferentes compañías. ILM fue responsable de los efectos del océano a lo largo de la temporada. Rodeo se encargó de gran parte de la trama de los Pelosos, incluyendo la ampliación de entornos, el trabajo de escala y los efectos de fuego y magia. Cantina Creative creó las transiciones entre locaciones utilizando un mapa del mundo de Tolkien.
Wētā regresó de las películas de Jackson para trabajar en la serie. La compañía fue responsable del prólogo del episodio, de la secuencia de Forodwaith y de la atalaya de Ostirith en las Tierras del Sur. El supervisor de efectos visuales interno, Ken McGaugh, dijo que el mayor desafío del prólogo fue el gran número de Elfos y Orcos que aparecen en las secuencias de batalla, junto con la adición de las Bestias Aladas y las Grandes Águilas volando sobre el campo de batalla, que Wētā trajo de vuelta de las películas. Una toma panorámica de Tirion, una ciudad de Valinor, fue una de las primeras en las que se trabajó. McKay consideró que la toma terminada era «bastante espectacular», y se convirtió en la primera imagen que se publicó del proyecto. Wētā basó su entorno digital para la cascada helada en las cataratas Bowen y el valle bajo el monte Castle en Milford Sound. Se filmó como referencia una cascada helada real en Wye Creek, cerca de Queenstown, solo dos semanas antes de que se derritiera.
Wētā creó la fortaleza abandonada de Durnost en Forodwaith y al trol de las nieves que vive allí. Smith dijo que consideraron preguntas como: «¿Por qué está ese Trol ahí? ¿Qué hace? ¿Qué tan sano está? ¿Qué edad tiene? ¿Cuánto tiempo lleva ahí?». Consideraron que el Trol permanecería quieto durante largos períodos, lo que permitiría que se formara hielo que luego se agrietaría una vez que se moviera. El ilustrador John Howe diseñó la cara y la cabeza e hizo seis o siete bocetos. Dijo que el diseño provino de diversas inspiraciones, incluyendo su trabajo en otros Troles para las películas.

### Música
Los músicos Janet Roddick, David Donaldson y Steve Roche, que forman el grupo Plan 9, y su colaborador David Long regresaron de las películas para proporcionar música durante el rodaje. El compositor Bear McCreary comenzó a trabajar en julio de 2021 y empezó componiendo los temas principales de la serie. Escribió un «himno» para cada cultura y luego creó temas individuales para los personajes que se relacionan con la música de su pueblo de diferentes maneras. La banda sonora del primer episodio presenta varios de estos temas: «Valinor», que representa a todos los Elfos, con melodías para Galadriel y Elrond; un tema principal para las Tierras del Sur y un tema de amor para Bronwyn y Arondir; un tema general para los Pelosos, así como uno separado para Nori Brandipié; y el tema de Sauron, que también representa a Morgoth en el prólogo. El público escucha otro tema, titulado «Where the Shadows Lie», durante los créditos finales. Este representa a los Anillos de Poder y a elementos relacionados, y lo compusieron principalmente para el final de temporada. Una progresión de acordes de este tema se oye antes en el episodio, sobre la tarjeta del título de apertura, y de nuevo cuando se presenta a Celebrimbor.

La primera versión del episodio que el compositor Bear McCreary recibió comenzaba con cuatro segundos de pantalla en negro antes de que empezara la narración inicial de Galadriel. Él quiso usar esos momentos para presentar el tema de «Valinor», pero descubrió que cuatro segundos no era tiempo suficiente, así que los showrunners aceptaron extender este tiempo a 17 segundos. Cuando los Elfos navegan hacia Valinor en el episodio, cantan una canción «cuya memoria llevan todos los Elfos». McCreary quería que esta canción fuera el tema de «Valinor», pero para cuando lo contrataron, la escena ya se había filmado con los actores cantando una canción diferente, escrita por Plan 9. Aunque a McCreary le gustó esa pieza, no creía que funcionara como el tema principal en la banda sonora. Para resolver esto, pasó un mes trabajando con los editores para seleccionar tomas específicas en las que los movimientos de la boca de los actores coincidieran con la letra en élfico de su tema, el cual también ajustó para la escena. McCreary eligió usar el tema de Elrond para las presentaciones de Lindon y del Alto Rey Gil-galad, con el fin de que el público se centrara en Elrond en esas escenas. También escribió una pieza coral en élfico que se escucha durante la ceremonia en la que Gil-galad proclama el fin de la guerra; sintió que sonaba como si la cantara un coro fuera de pantalla en Lindon. El compositor tenía planeado un tema específico para Gil-galad, pero no lo usó durante la primera temporada. Cuando el meteorito aparece al final del episodio, McCreary añadió un clarinete que «corta la banda sonora desde su registro más bajo hasta el más alto». Esta es una técnica que tomó prestada del compositor Igor Stravinsky y que también fue utilizada por compositores de cine como John Williams y Jerry Goldsmith. McCreary se alegró de que los showrunners apreciaran la adición, ya que algunos cineastas modernos están en contra del uso de instrumentos de viento-madera.
Un álbum de banda sonora con la partitura de McCreary para el episodio se lanzó digitalmente en el servicio de streaming Amazon Music el 1 de septiembre de 2022. El compositor dijo que el álbum contenía «prácticamente cada segundo de la partitura» del capítulo. Se añadió a otros servicios de música después de que se estrenara la primera temporada completa. Un CD con la música del episodio está incluido en una colección de edición limitada en formato box set con la música de la primera temporada, lanzada por Mondo, Amazon Music y el sello de McCrearey, Sparks and Shadows. El box set se publicó el 26 de abril de 2024 e incluye un diario escrito por McCreary que detalla la creación de la partitura del episodio.

Toda la música compuesta por Bear McCreary:. 
| Season One, Episode One: A Shadow of the Past – Amazon Original Series Soundtrack |                                        |          |  |
| N.º                                                                               | Título                                 | Duración |  |
| 1.                                                                                | «Prologue»                             | 7:26     |  |
| 2.                                                                                | «Forodwaith»                           | 8:38     |  |
| 3.                                                                                | «Beyond Our Wandering»                 | 7:17     |  |
| 4.                                                                                | «Return to Lindon»                     | 3:30     |  |
| 5.                                                                                | «Gil-galad's Gift»                     | 6:16     |  |
| 6.                                                                                | «The Southlands»                       | 9:35     |  |
| 7.                                                                                | «Strange Skies»                        | 3:55     |  |
| 8.                                                                                | «The Boat and the Crater»              | 6:08     |  |
| 9.                                                                                | «Where the Shadows Lie – Instrumental» | 3:04     |  |
| 55:49                                                                             |                                        |          |  |

## Estreno
Los dos primeros episodios se estrenaron en Prime Video en Estados Unidos el 1 de septiembre de 2022. Se lanzaron al mismo tiempo en todo el mundo, en más de 240 países y territorios. Durante las dos semanas previas al estreno de la segunda temporada, el 29 de agosto de 2024, la primera temporada se puso a disposición de forma gratuita en el servicio de streaming Samsung TV Plus en Estados Unidos, Canadá, Brasil, el Reino Unido y Alemania.

## Recepción

### Audiencia
Amazon anunció que Los Anillos de Poder había sido vista por 25 millones de espectadores en todo el mundo en las primeras 24 horas en que los dos primeros episodios estuvieron disponibles en Prime Video. La compañía afirmó que este fue el estreno más grande de la historia para el servicio, aunque no especificó qué parte de un episodio necesitaba ver un usuario para ser contado como espectador. La compañía de análisis Samba TV, que recopila datos de audiencia de ciertos televisores inteligentes y proveedores de contenido, informó que 1.8 millones de hogares estadounidenses vieron el primer episodio en los cuatro días posteriores a su lanzamiento. Por su parte, Whip Media, que rastrea los datos de los 21 millones de usuarios mundiales de su aplicación TV Time, calculó que, para la semana que terminó el 4 de septiembre, fue la segunda serie original de streaming con mayor audiencia en Estados Unidos. Nielsen Media Research, que registra la audiencia de streaming en las pantallas de televisión de EE. UU., estimó que Los Anillos de Poder se vio durante un total combinado de 1.25 mil millones de minutos en sus primeros cuatro días. Esto equivale a unos 12.6 millones de espectadores, la cifra más alta para cualquier serie o película de streaming durante la semana que terminó el 4 de septiembre.

### Respuesta de la crítica
El sitio web agregador de reseñas Rotten Tomatoes calculó que el 84% de las 162 críticas profesionales eran positivas, y la calificación promedio para el episodio fue de 7.3 sobre 10. El consenso de los críticos del sitio dice: «Forjando su reclamo con un asombroso valor de producción, un vasto alcance y una densa —posiblemente impenetrable— cantidad de lore, «Una sombra del pasado» sugiere que esta ambiciosa expansión de la obra de Tolkien tiene un futuro brillante». Múltiples publicaciones consideraron que los dos primeros episodios recibieron críticas generalmente positivas, con elogios particulares para los efectos visuales y el valor de producción, aunque algunos críticos se mostraron escépticos sobre si la narrativa y el ritmo lento lo justificaban.
Las alabanzas a la calidad visual fueron un punto común. Alex Welch de Inverse dijo que el presupuesto de la serie se veía en pantalla con «algunas de las imágenes más imponentes que jamás se han llevado a la vida» en la televisión, y le impresionó que la representación de la Tierra Media se sintiera como si pudiera evolucionar hacia la de las películas de Peter Jackson. Andy Welch de The Guardian también elogió este aspecto, comparándolo positivamente con las películas de Marvel Studios y las de Jackson. De forma similar, Dave Nemetz de TVLine calificó los episodios con una «A-», describiéndolos como un «espectáculo magníficamente inmersivo y grandiosamente ambicioso» y destacando que la serie «captura la misma sensación de asombro que sentimos al ver las películas de El Señor de los Anillos». Mae Abdulbaki de Screen Rant también elogió el alcance y los efectos visuales, y añadió que la banda sonora de McCreary elevaba las secuencias de acción y aportaba «calidez a las escenas más tranquilas y conmovedoras». Juliette Harrisson, de Den of Geek, le dio a los dos primeros episodios cuatro de cinco estrellas y elogió el diseño de vestuario y de producción, los efectos visuales y la actuación. Keith Phipps de Vulture pensó que fue una decisión acertada que el aspecto visual de la serie se alineara con el de las películas. Sin embargo, Clint Worthington de RogerEbert.com, aunque los consideró magníficos, pensó que los showrunners intentaban «tenerlo todo» al distanciar la serie de las películas de Jackson y, al mismo tiempo, tratar de ser visualmente consistentes con ellas.
Harrisson, en su artículo para Den of Geek, dijo que el inconveniente de los dos primeros episodios era su enfoque en la preparación de la trama y la construcción del mundo (world-building). Consideró que el ritmo del primer capítulo era particularmente lento, aunque esto significaba que la información se presentaba al público a una velocidad comprensible. Al final, se quedó intrigada y con ganas de ver el siguiente episodio. Alex Stedman de IGN le dio al episodio un 7 sobre 10, una calificación inferior a la del segundo debido a la gran cantidad de exposición requerida, pero aun así lo consideró una base sólida para la serie. Welch de The Guardian se mostró entusiasmado con el inicio, aunque coincidió en que el primer episodio «tardó en arrancar» por su extensa construcción de mundo. Phipps le dio al episodio cuatro de cinco estrellas y lo calificó como un comienzo convincente y prometedor, a pesar de la gran cantidad de exposición y preparación de trama requerida. Para Screen Rant, Abdulbaki estuvo de acuerdo en que la serie «tarda un poco... en arrancar», debido al enfoque del primer episodio en presentar a los diversos personajes y conflictos. Worthington dijo que el ritmo lento era el principal fallo del primer capítulo, y lo calificó como un «preludio algo seco y derivado, lleno de escenas interminables de politiqueo y Elfos hablando monótonamente frente a pantallas verdes o en salas de conferencias elegantemente amuebladas». Daniel Fienberg de The Hollywood Reporter afirmó que la serie tenía potencial y que se sostenía mejor de lo que esperaba; añadió que el primer episodio cumplía con el gran alcance al que aspiraba, aunque tuvo dificultades con parte de la exposición y las escenas de diálogo más largas. Por su parte, Welch de Inverse no estaba seguro de si la serie podría estar a la altura de la «elegancia narrativa» de las películas, y pensó que la falta de un villano claro le daba a los dos primeros episodios «una desafortunada sensación de falta de rumbo».
Lacy Baugher Milas de Paste pensó que los dos primeros episodios hacían un buen trabajo al presentar a los numerosos personajes de la serie. Reconoció que algunos fans de Tolkien podrían tener problemas con los cambios a su lore, pero apreció algunas de estas decisiones, como la representación de Galadriel y la inclusión de más personajes femeninos. Varios críticos destacaron la interpretación de Galadriel. Alex Stedman de IGN la consideró clave para el éxito de la serie y elogió a la actriz Morfydd Clark como una «estrella instantánea». Welch de The Guardian también alabó su actuación. En su reseña para RogerEbert.com, Clint Worthington se mostró positivo tanto con las interpretaciones de Clark y Aramayo como con la secuencia de acción «bien conceptualizada» de la lucha contra el Trol de las nieves. Por su parte, Daniel Fienberg de The Hollywood Reporter también destacó las actuaciones de ambos actores, aunque no le gustó ver a sus personajes «hacerse proclamas el uno al otro».

### Premios
| Premio                          | Fecha de la ceremonia   | Categoría                                                 | Nominado (s)                                                                          | Resultado | Ref (s).        |
| ------------------------------- | ----------------------- | --------------------------------------------------------- | ------------------------------------------------------------------------------------- | --------- | --------------- |
| Camerimage                      | 19 de noviembre de 2022 | Mejor episodio                                            | J. A. Bayona y Óscar Faura                                                            | Nominado  | [ 106 ] [ 107 ] |
| Costume Designers Guild Awards  | 27 de febrero de 2023   | Excelencia en la televisión de ciencia ficción y fantasía | Kate Hawley                                                                           | Nominado  | [ 108 ]         |
| Premios Emmy de Artes Creativas | 7 de enero de 2024      | Disfraces de fantasía y ciencia ficción excepcionales     | Kate Hawley, Libby Dempster, Lucy McLay, Jaindra Watson, Pip Lingard, y Jenny Rushton | Nominado  | [ 109 ]         |

## Contenido adicional
Un episodio del aftershow oficial Deadline's Inside the Ring: LOTR: The Rings of Power, dedicado a «Una sombra del pasado», se lanzó el 3 de septiembre de 2022. Presentado por Dominic Patten y Anthony D'Alessandro de Deadline Hollywood, el programa muestra «metraje y perspectivas» exclusivas del capítulo, además de entrevistas con los miembros del reparto Clark, Aramayo, Walker y Edwards, así como con los productores ejecutivos McKay, Payne y Weber. El 14 de octubre se lanzó en Amazon Music el pódcast The Official The Lord of the Rings: The Rings of Power Podcast. Presentado por la actriz Felicia Day, el primer episodio está dedicado a «Una sombra del pasado» y cuenta con la participación de Clark, Payne y McKay. El 21 de noviembre, se añadió a la función X-Ray de Prime Video un segmento adicional con imágenes detrás de cámaras del episodio, como parte de una serie titulada «The Making of The Rings of Power».